# Durante Duranti
Durante Duranti (Brescia, 5 de octubre de 1487-ibid, 24 de diciembre de 1558) fue un eclesiástico italiano.

## Biografía
Nacido en Brescia en torno al año 1487 en el seno de una familia de notarios oriunda de Palazzolo sull'Oglio, Durante estudió jurisprudencia y empezó la carrera eclesiástica auspiciado por su tío Pietro, que en aquella época era protonotario apostólico de Alejandro VI.   
Tras recibir la primera tonsura marchó a vivir a Roma, donde recomendado por el tío entró al servicio del cardenal Alessandro Farnese, bajo cuya protección fue ascendiendo; durante los primeros años fue familiar y comensal del cardenal y administrador de los bienes de la familia Farnese, y acumuló varios beneficios eclesiásticos, entre ellos un canonicato en la catedral de Brescia.  
En el cónclave de 1523 fue conclavista de Clemente VII.
Cuando en 1534 el cardenal Farnese fue elegido papa, nombró al tío Pietro obispo de Termoli y datario, y a Durante su camarero.  En los años siguientes fue acumulando beneficios: gobernador del castillo de Parma, prior de S. Salvatore delle Tezze, vicario del cardenal Alessandro Farnese en su abadía de San Michele de Coniolo, arcediano de Brescia y protonotario apostólico.  En 1536 se le concedió la ciudadanía romana, y en 1545 el derecho de hacer testamento.
Presentado por el emperador Carlos V, en 1538 fue nombrado obispo de Alguer, en Cerdeña, aunque no residió en la diócesis sino en Roma.  Ese mismo año acompañó al papa a la Tregua de Niza.  
En 1540 recibió la consagración episcopal de manos del cardenal Juan Pardo de Tavera, asistido por el obispo de Aversa Fabio Colonna y por el de Bovino, Alfonso Oliva, y fue nombrado secretario apostólico y maestro de cámara del papa.  En 1541 fue trasferido a la diócesis de Cassano al Jonio, en el Reino de Nápoles.
Fue creado cardenal en el consistorio de diciembre de 1544, con título de los Santos XII Apóstoles y nombrado legado ad latere en Umbría con jurisdicción sobre Camerino, Narni, Spoleto y Rieti.  En tal condición participó en el cónclave de 1549-50 en que fue elegido papa Julio III, en el de abril de 1555 en que lo fue Marcelo II y en el de mayo del mismo año en que lo fue Paulo IV y fue protector de los Caballeros de Malta. 
Transferido a la diócesis de Brescia en 1551, promovió la redacción de sus constituciones para enfrentar la extensión de las ideas luteranas.  La utilización que hizo de su autoridad episcopal para favorecer a su familia llevaron a algunos autores a calificarle como "uno de los peores símbolos de la política de nepotismo y favoritismo de los tiempos de Paulo III"; gracias a su influencia nombró protonotario a su sobrino Aurelio, prefecto del castillo de Camerino a su hermano Giovanni Andrea, vicario general de Brescia a Vincenzo, obispo coadjutor a su sobrino Alessandro, y también sus familiares Valerio, Gregorio, Gian Giacomo y Nicola recibieron varios beneficios eclesiásticos en la diócesis de Brescia.
Fallecido en 1558, fue sepultado en la catedral nueva de Brescia, desde donde en 1604 sus restos fueron trasladados al panteón familiar en la catedral vieja de la misma ciudad.